# Purton (Stroud)
Purton – wieś w Anglii, w hrabstwie Gloucestershire, w dystrykcie Stroud, nad rzeką Severn. Leży 21 km na południowy zachód od miasta Gloucester i 163 km na zachód od Londynu.